# Шарашидзе, Фадима Ахмедовна
Фадима Ахмедовна Шарашидзе (30 апреля 1923 года, село Аламбари, Кобулетский район, Аджарская АССР, Грузинская ССР — 2004 год, село Аламбари, Кобулетский муниципалитет, Грузия) — колхозница колхоза имени Андреева Кобулетского района, Аджарская АССР, Грузинская ССР. Герой Социалистического Труда (1949).

## Биография
Родилась в 1923 году в крестьянской семье в селе Аламбари Кобулетского района (сегодня — Кобулетский муниципалитет). После окончания местной начальной школы с 1940 года трудилась рядовой колхозницей на чайной плантации в колхозе имени Андреева Кобулетского района.
В 1948 году собрала 6700 килограмм сортового зелёного чайного листа на участке площадью 0,5 гектара. Указом Президиума Верховного Совета СССР от 29 августа 1949 года удостоена звания Героя Социалистического Труда за «получение высоких урожаев сортового зелёного чайного листа и цитрусовых плодов в 1948 году» с вручением ордена Ленина и золотой медали «Серп и Молот» (№ 4536).
Этим же Указом званием Героя Социалистического Труда были также награждены труженицы колхоза имени Андреева Хурие Османовна Васадзе, Асие Реджебовна Гогитидзе, Эмине Мевлудовна Месхидзе, Назико Хусеиновна Хвичия.
За выдающиеся трудовые результаты по итогам работы за 1949 года была награждена вторым Орденом Ленина.
В 1978 году вышла на пенсию. Будучи пенсионером, продолжалась трудиться в родном колхозе. Проживала в родном селе Аламбари Кобулетского района. Скончалась в 2004 году.
Награды
- Герой Социалистического Труда
- Орден Ленина — дважды (1949; 19.07.1950).